# Perosa Canavese
Perosa Canavese (piemontesisch Prosa) ist eine Gemeinde in der italienischen Metropolitanstadt Turin (TO), Region Piemont.

## Lage und Einwohner
Perosa Canavese liegt 43 km nordöstlich von Turin. Das Gemeindegebiet umfasst eine Fläche von 4,71 km² und hat 502 Einwohner (Stand 31. Dezember 2023).
Die Nachbargemeinden sind Pavone Canavese, Romano Canavese, San Martino Canavese und Scarmagno.

## Geschichte

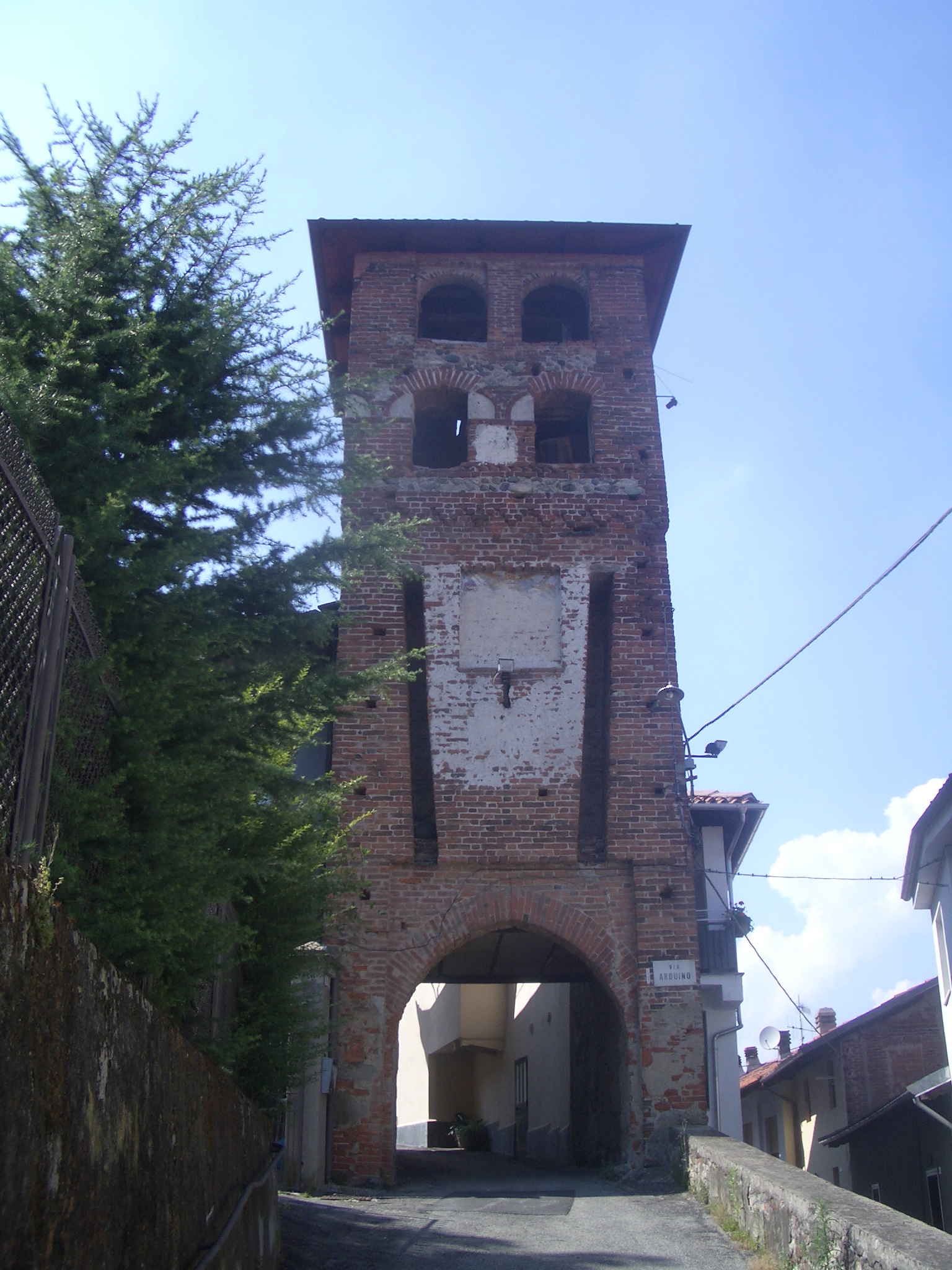
Torturm

In Perosa Canavese steht noch ein altes Stadttor aus dem Mittelalter, der auch im Wappen der Gemeinde abgebildet ist. Der Turm hat die Form eines Parallelepipeds und hatte ursprünglich eine Höhe von 10,50 m. Das Bauwerk besteht fast vollständig aus Backstein, lediglich im unteren Bereich sind im Fischgrätenmuster angeordnete Kieselsteine vorhanden, die von einem älteren Bauwerk zeugen. Das Portal am Eingang zum Turm ist vom Schlüssel aus 2,75 Meter breit und 2,90 Meter hoch. Es gab einen einzigen Zugang mit doppeltem Verschluss. Mit einer Zugbrücke, von der die Schnitte der nach unten zusammenlaufenden Riegel sichtbar sind, und mit Antoni-Verschluss, von dem das linke Steinscharnier sichtbar ist. Nach innen hin war der Turm oberhalb der Horizontalen bogenförmig geöffnet. Der Turm endete mit zweigeteilten Zinnen, die dann bei der Erhöhung durch den Bau eines Glockenturms ausgefüllt wurden.